# نچ‌آوا
نُچ‌آوا (انگلیسی: Click consonant) گونه‌ای از همخوان‌ها (صامت‌ها) هستند که تنها در بخشی از زبان‌های جنوب آفریقا و در یکی از زبان‌های بومی استرالیا وجود دارند.
زمانی که در زبان فارسی برای نشان دادن حالت نُچ گفتن (نه گفتن تأکیدی)، رویه جلوی زبان را به پشت دندان‌ها چسبانده و (معمولاً به همراه کمی بالا بردن سر) زبان را با صدای مخصوصی از پشت دندان جدا می‌کنیم یک نچ‌آوا شنیده می‌شود.
در زبان‌های نچ‌آواردار که تمرکز آن‌ها بیشتر در منطقه بیابان کالاهاری است گونه‌های مختلفی از نچ‌آواها وجود دارد.